# Agnes Samaria
Agnes Maryna Samaria (née le 11 août 1972 à Otjiwarongo) est une athlète namibienne spécialiste du demi-fond.

## Biographie
En 2008, Agnes Samaria remporte deux médailles de bronze aux Championnats d'Afrique: l'une sur 800 m, l'autre sur 1 500 m.

### Palmarès
| Date | Compétition            | Lieu        | Résultat | Épreuve | Performance   |
| ---- | ---------------------- | ----------- | -------- | ------- | ------------- |
| 2002 | Jeux du Commonwealth   | Manchester  | 3e       | 800 m   | 1 min 59 s 15 |
| 2002 | Championnats d'Afrique | Radès       | 2e       | 800 m   | 2 min 03 s 63 |
| 2007 | Jeux africains         | Alger       | 2e       | 800 m   | 2 min 03 s 17 |
| 2007 | Championnats du monde  | Osaka       | 6e       | 1 500 m | 4 min 07 s 61 |
| 2008 | Championnats d'Afrique | Addis-Abeba | 3e       | 800 m   | 2 min 00 s 62 |
| 2008 | Championnats d'Afrique | Addis-Abeba | 3e       | 1 500 m | 4 min 13 s 91 |

### Records
| Épreuve      | Performance   | Lieu       | Date            |
| ------------ | ------------- | ---------- | --------------- |
| 800 mètres   | 1 min 59 s 15 | Manchester | 29 juillet 2002 |
| 1 500 mètres | 4 min 05 s 30 | Monaco     | 29 juillet 2008 |